# Donald Knight
Donald Knight (8 de junho de 1947) é um ex-patinador artístico canadense, que competiu no individual masculino. Ele conquistou uma medalha de bronze em campeonatos mundiais e foi tricampeão do campeonato nacional canadense. Knight disputou os Jogos Olímpicos de Inverno de 1964 terminando na nona posição.

## Principais resultados
| Resultados                                            | Resultados      | Resultados        | Resultados       | Resultados       | Resultados        | Resultados      | Resultados      | Resultados    | Resultados    | Resultados    | Resultados    | Resultados    | Resultados    | Resultados    |
| Internacional                                         | Internacional   | Internacional     | Internacional    | Internacional    | Internacional     | Internacional   | Internacional   | Internacional | Internacional | Internacional | Internacional | Internacional | Internacional | Internacional |
| Evento/Temporada                                      | 1960– 1961      | 1961– 1962        | 1962– 1963       | 1963– 1964       | 1964– 1965        | 1965– 1966      | 1966– 1967      |               |               |               |               |               |               |               |
| ----------------------------------------------------- | --------------- | ----------------- | ---------------- | ---------------- | ----------------- | --------------- | --------------- | ------------- | ------------- | ------------- | ------------- | ------------- | ------------- | ------------- |
| Jogos Olímpicos                                       |                 |                   |                  | 9.º              |                   |                 |                 |               |               |               |               |               |               |               |
| Campeonato Mundial                                    |                 |                   | 8.º              | 9.º              | Medalha de bronze | 7.º             | 4.º             |               |               |               |               |               |               |               |
| Campeonato Norte-Americano                            |                 |                   |                  |                  | Medalha de bronze |                 | Medalha de ouro |               |               |               |               |               |               |               |
| Nacional                                              |                 |                   |                  |                  |                   |                 |                 |               |               |               |               |               |               |               |
| Campeonato Canadense                                  |                 | Medalha de bronze | Medalha de prata | Medalha de prata | Medalha de ouro   | Medalha de ouro | Medalha de ouro |               |               |               |               |               |               |               |
| Camp. Canadense – Júnior                              | Medalha de ouro |                   |                  |                  |                   |                 |                 |               |               |               |               |               |               |               |
|                                                       |                 |                   |                  |                  |                   |                 |                 |               |               |               |               |               |               |               |
| Legenda: Competição não foi disputada nesta temporada |                 |                   |                  |                  |                   |                 |                 |               |               |               |               |               |               |               |